# 1989 en Alberta
Chronologie de l'Alberta
- 1985
- 1986
- 1987
- 1988
- 1989
- 1990
- 1991
- 1992
- 1993

Cette page concerne des événements qui se sont produits durant l'année 1989 dans la province canadienne de l'Alberta.

## Politique
- Premier ministre :  Donald Getty du parti Progressiste-conservateur
- Chef de l'Opposition :
- Lieutenant-gouverneur :  Helen Hunley.
- Législature :

## Événements
- Mise en service de la  Bankers Hall East Tower , tour de bureaux de 197 mètres de hauteur à Calgary[1].

- Septembre  : mise en service de la Grandin LRT Station du métro d'Edmonton[2].
- Les Flames de Calgary remportent la Coupe Stanley à l'issue de la saison 1988-1989.

## Naissances

### Janvier
- 16 janvier : Kiesa Rae Ellestad, plus connue sous son nom de scène Kiesza, autrice-compositrice-interprète et danseuse canadienne née à Calgary. Elle a participé à l'écriture de chansons pour Rihanna, Kylie Minogue et Icona Pop. Elle participe en 2013 à la chanson Triggerfinger du groupe norvégien Donkeyboy[3], et sort en 2014 son premier single, Hideaway, qui atteint la première place du Top singles au Royaume-Uni[4].

### Février
- 8 février : Thomas Hickey (né à Calgary), joueur professionnel canadien de hockey sur glace[5]. Il joue au poste de défenseur.
- 10 février : 
  - Jessica O'Connell, née à Calgary, athlète canadienne.
  - Nick Ross (né à Lethbridge), joueur professionnel canadien de hockey sur glace.
- 21 février : Monique Sullivan (née à Calgary), coureuse cycliste canadienne. Elle a notamment été médaillée d'or de la vitesse individuelle et du keirin lors des championnats panaméricains de cyclisme de 2012.
- 22 février : Paul Edward Postma (né à Red Deer), joueur professionnel canadien de hockey sur glace.
- 26 février : Graeme Killick, fondeur canadien, né  à Fort McMurray.
- 28 février : Scott Enders (né à Edmonton), joueur professionnel canado-italien de hockey sur glace[6]. Il joue au poste de défenseur[7].

### Mars
- 3 mars : Christine de Bruin, bobeuse canadienne, née à Edmonton.

- 7 mars : Joanne Courtney (née Joanne Taylor) ,curleuse canadienne née à Edmonton.

### Avril
- 20 avril : Colton Sceviour (né à Red Deer), joueur professionnel canadien de hockey sur glace[8].
- 23 avril : Dana Tyrell (né à Airdrie), joueur professionnel canadien de hockey sur glace[9].
- 30 avril : Anastasia Bucsis, née à Calgary, patineuse de vitesse canadienne. Elle a participé aux Jeux olympiques d'hiver de 2010 à Vancouver dans l'épreuve du 500 m féminin. Elle a aussi participé aux Jeux olympiques d'hiver de 2014 à Sotchi. Elle a remporté la médaille d'argent au 500 m lors des Jeux du Canada d'hiver de 2007.

### Mai
- 4 mai : Aaron Dell (né à Airdrie), joueur professionnel canadien de hockey sur glace. Il joue au poste de gardien de but[10].
- 9 mai : Riley Nash (né à Consort ), joueur professionnel canadien de hockey sur glace. Il joue au poste de centre.
- 10 mai : Carter Rowney (né à Grande Prairie), joueur professionnel canadien de hockey sur glace. Il joue au poste d'ailier droit[11].
- 26 mai : Paula Findlay (née à Edmonton), triathlète professionnelle canadienne, championne du Canada en 2008.

### Juin
- 17 juin : Graham Vigrass, joueur canadien de volley-ball né  à Calgary . Il mesure 2,05 m et joue central. Il totalise 10 sélections en équipe du Canada.

- 23 juin : Allie Bertram, actrice et danseuse canadienne née à Calgary. En 2008, elle a participé à l'émission de téléréalité So You Think You Can Dance Canada, émission de compétition de danse.

### Juillet
- 20 juillet : Ryan Stanton (né à Saint-Albert), joueur professionnel canadien de hockey sur glace. Il joue au poste de défenseur.
- 24 juillet : Cody Almond (né à Calgary), joueur canadien de hockey sur glace. Il joue en tant que centre[12].

### Août
- 18 août : Colleen Ogilvie, joueuse canadienne de volley-ball née  à Calgary. Elle mesure 1,84 m et joue au poste de récéptionneuse-attaquante.

- 22 août : Chris Langkow (né à Vegreville), joueur professionnel canadien de hockey sur glace.

### Septembre
- 4 septembre : Gregory Baxter (né à Calgary), sauteur à ski canadien.
- 6 septembre : Jordan Bachynski, né à Calgary, joueur canadien, ayant la nationalité polonaise, de basket-ball. Il joue au poste de pivot.
- 10 septembre : Matthew Thomas Lam[13],[14], néà Edmonton, footballeur canadien jouant pour Kitchee.
- 16 septembre : Braden Holtby (né à Lloydminster), joueur professionnel canadien de hockey sur glace. Il joue au poste de gardien de but. Il évolue avec les Capitals de Washington dans la Ligue nationale de hockey[15].
- 23 septembre : Jaimie Thibeault, joueuse de volley-ball canadienne née à Red Deer. Elle mesure 1,88 m et joue au poste de centrale. Elle totalise 57 sélections en équipe du Canada.

### Octobre
- 4 octobre : Zach Boychuk (né à Airdrie), joueur professionnel canadien de hockey sur glace.
- 6 octobre : 
  - David Dziurzynski (né à Lloydminster), joueur professionnel canadien de hockey sur glace. Il joue au poste d'ailier gauche.
  - Tyler Ennis (né à Edmonton), joueur professionnel canadien de hockey sur glace.

### Novembre
- 19 novembre : Caitlynne Elizabeth Medrek (née à Calgary), actrice canadienne anglophone, active notamment dans le doublage et la websérie.
- 29 novembre : Jared Spurgeon (né à Edmonton), joueur professionnel canadien de hockey sur glace[16].

### Décembre
- 10 décembre : Rosalind Groenewoud, (née à Calgary), skieuse acrobatique canadienne spécialiste du half-pipe. Aux Championnats du monde 2011, elle est médaillée d'or en half-pipe à Park City.

- 30 décembre : Christopher Robanske né  à Calgary, snowbordeur canadien spécialiste de snowboardcross.